# Marek Oczerklewicz
Marek Oczerklewicz – polski bokser amatorski, brązowy medalista mistrzostw Polski (1989) oraz mistrz Polski juniorów (1986) w kategorii papierowej.

## Kariera amatorska
Jako junior dwukrotnie zdobywał medal mistrzostw Polski w roku 1985 oraz 1986. W roku 1985 doszedł do finału mistrzostw Polski juniorów w kategorii muszej, gdzie przegrał z Dariuszem Snarskim. Rok później został mistrzem Polski juniorów w kategorii muszej. W finale pokonał Jerzego Krajewskiego. W marcu tego samego roku był finalistą turnieju o srebrną łódkę.
Jedyny medal mistrzostw Polski seniorów wywalczył w 1989 roku, zdobywając brązowy medal w kategorii muszej. W 1990 roku był ćwierćfinalistą mistrzostw Polski w tej samej kategorii wagowej.